# Луперкул
Луперкул (III век) — священномученик из Оза. Дни памяти  — 1 марта, 5 марта (Тарб), 28 июня.
Святой Луперкул (Luperculus, Lupercus, Lupercius, фр. Luperc, Loubert, исп. Lupercio), согласно преданию, был епископом в епархии Оз и был умучен правителем Дакианом (Dacian) во времена императора Декия.  Считается, что он был вторым епископом на этой кафедре, после св. Патерна. 
По преданию, настойчивость св.Луперкия привела к обращению ко Господу нескольких язычников, включая человека по имени Анатолий, капитана гвардии.   
В честь святого освящён собор (Cathédrale Saint-Luperc) в Озе.  
Оз считается главным местом почитания святого, но его также весьма почитали в провинции Арманьяк. Другим местом почитания является Тарб.
Известен также святой Луперкул из Сарагосы (ок. 304 года), упоминаемый Пруденцием. Его память совершается 16 апреля. Сабин Баринг-Гулд отождествляет этих святых, полагая, что святой Луперкий проповедовал в Озе, откуда прибыл в Испанию, где и пострадал.
Испанское предание гласит о том, что святой Луперкий (Lupercus, исп.:San Lupercio) был дядей мученицы-девы Энграции, память которой также совершается 16 апреля.  Другие источники возражают потив такого отождествления.       
Ещё один святой Луперкул по преданию был сыном святого Маркелла Танжерского. Он вместе со своими братьями Клавдием и Викториком (Claudius and Victoricus) был умучен в Леоне.

## Фотогалерея

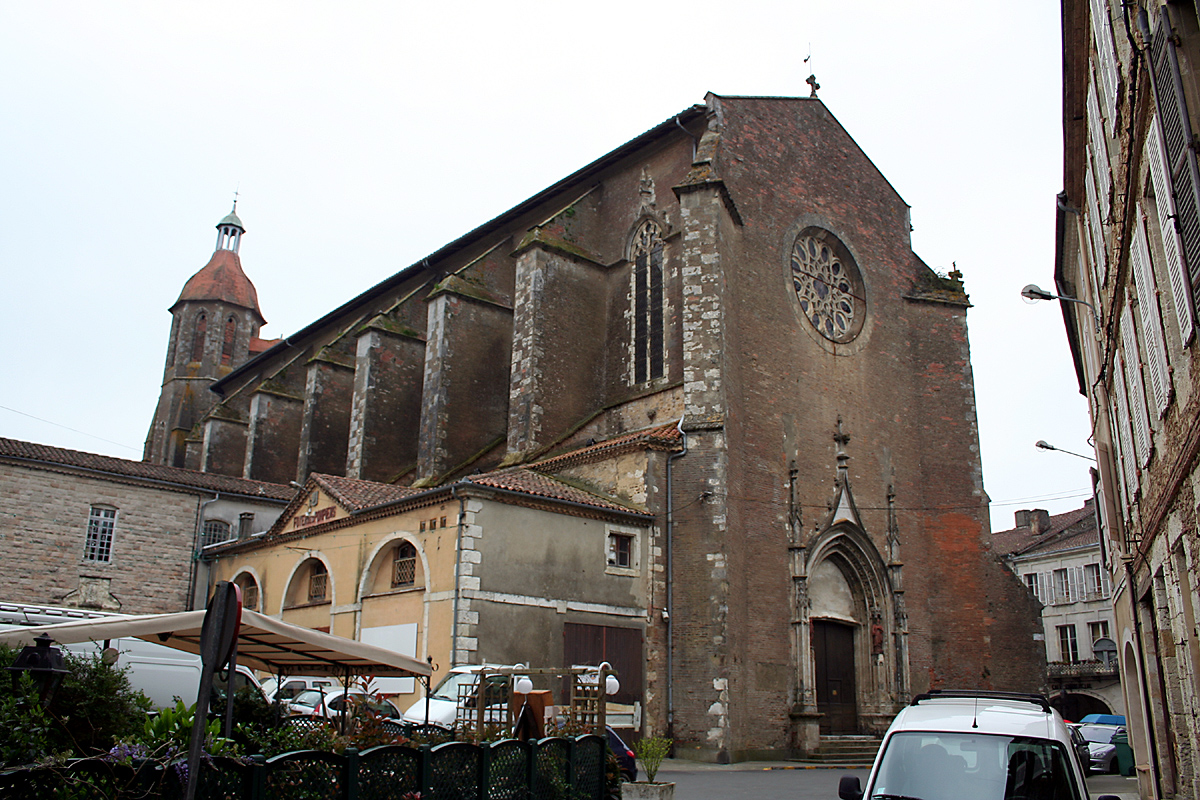
Кафедральный собор Св. Луперка
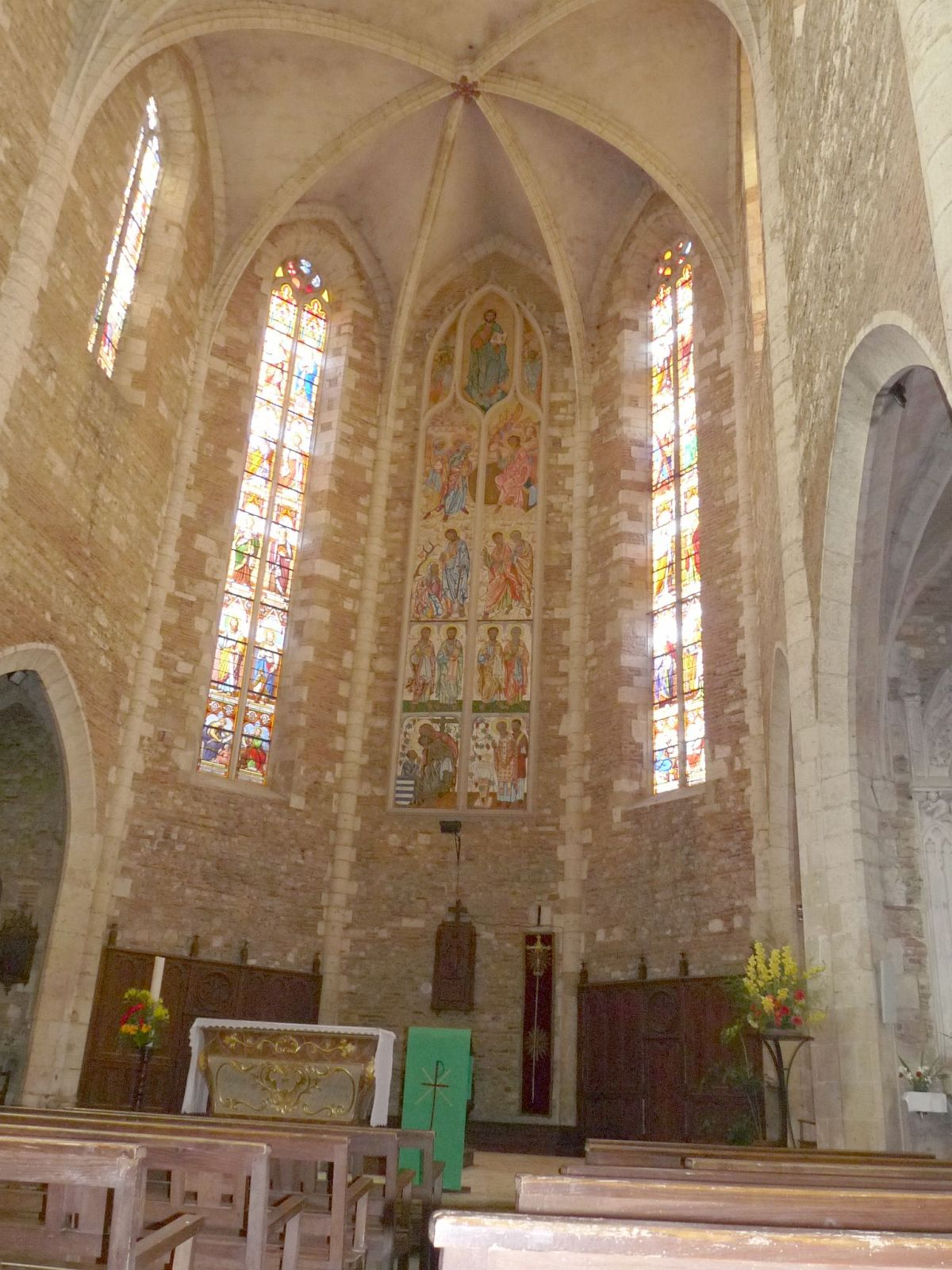
Интерьер собора Св. Луперка